# Tidningslorden
Tidningslorden är en satirisk nyckelroman av Anderz Harning, utgiven år 1977 på Rabén & Sjögrens förlag. Handlingen utspelar sig i Väststad, en omskrivning för Göteborg, och i skottgluggen står Göteborgs-Posten och Göteborgstidningen, som vid tiden för bokens utgivning båda ägdes av G-P-koncernen.
Bland de personer som porträtteras i boken kan, utöver författaren själv, urskiljas bland andra Bernt Eklundh, Åke Hall, Harry Hjörne, Lars Hjörne, Pär-Arne Jigenius, Ingrid Segerstedt Wiberg, Sven Strömberg, Arne Thorén och Göran Zachrison.